# プラーナ
プラーナ(梵: प्राण、prāṇa) は、サンスクリットで呼吸、息吹などを意味する言葉である。日本語では気息と訳されることが多い。
インド哲学では、同時に人間存在の構成要素の1つである風の元素をも意味している。そして生き物 (すなわち息物) の生命力そのものとされ、やがてその存在はアートマンの根拠にまで高められた。

## インド
ヨーガでは、調気法である「プラーナーヤーマ」が、不可欠な行法の一要素となっている。

## ルン
チベット仏教の瑜伽行では、この概念は「ルン」（rlung、風）と呼ばれる。

## その他のプラーナ

### プラナ療法
インド人を擬したアメリカ白人の自称東洋思想でも、生命力を意味する言葉として用いられている。ヨギ・ラマチャラカはインド風のプラナ療法を提唱した。ヨギ・ラマチャラカはインド人ヨガ行者とされたが、その正体は、アメリカ人ニューソート教師で、心霊研究家、フリーメイソンにして神智学協会会員、ペンシルヴァニア州の弁護士で催眠学の教授であったウィリアム・ウォーカー・アトキンソン である。
宇宙にはプラナ（プラーナ）というインド思想で想定されるエネルギーが充満していると考え、プラナについて次のように説明している。
真実を云えば、電力と云い、精神力と云い同一物の形式を異にして現われるのであって、決して全然其性質を異にするものではないのである。・・・印度哲学上から云えば、一切の精力と勢力はプラナ即ち生力若くは霊気の顕現であって、プラナは宇宙の心意若くは精神より発生するものであると信ずるのである。—ラマチャラカ、『最新精神療法』 松田卯三郎訳、公報社、大正5年
プラナ療法では、このような宇宙論的なエネルギーを利用して、呼吸法やお手当て治療を行う。
アトキンソンの呼吸法は、アメリカのニューソート系統の心身技法であり、西洋エソテリシズム（秘教）の生命エネルギー概念をインド思想に読みこんだもので、インド思想の用語を流用しているが、インド思想とは別物である。アトキンソンは、神智学などの西欧秘教のオカルト心身論を整理、合理化し、さらにそこに東洋的な用語をかぶせていくつかの著作を発表している。分かりやすく実践的であり、当時ベストセラーとなっている。ラマチャラカ名義の著作は、欧米では現在も読まれており、日本では中村天風に大きな影響を及ぼした。

### 日本でのプラナ療法
日本では明治期に入ると海外の思想や学問、技術が海外から大量に流入し、それらと日本の修験道、呪術の文化などが融合した霊術、精神療法などの民間療法が隆盛した。霊術や精神療法で行われたものに、ヨギ・ラマチャラカのプラナ療法（プラーナ療法）がある。プラナ療法は大正期に日本に導入され、ラマチャラカ名義の著作は日本では大正期に3冊刊行されている。
霊術家の中にはプラナ療法を称する者がおり、アトキンソンの方法を実践する治療家もいたようである。理論は日本の霊術と全く同じであり、霊術のひとつである臼井式霊気療法を起源とするレイキも同様である。宗教研究者の吉永進一は、日本ではアトキンソンによると思われる他の名義の著作も出版されており、呼吸法についての清水正光『健康増進　呼吸哲学』（人文書院、昭和6年）や、メスメリズム系オカルト書である安東禾村『意志療法　活力増進の秘訣』（日本評論社、大正11年）などがあると述べている。後者では古代アトランティス人が用いたというヴリル（生命力、活力）が論じられており、この性質はラマチャラカによるプラナの説明と極めて近い。『意志療法　活力増進の秘訣』の呼吸法の説明では、完全な呼吸で空中のヴリルを十分に吸収すべきだと述べている。